# Theo de Raadt

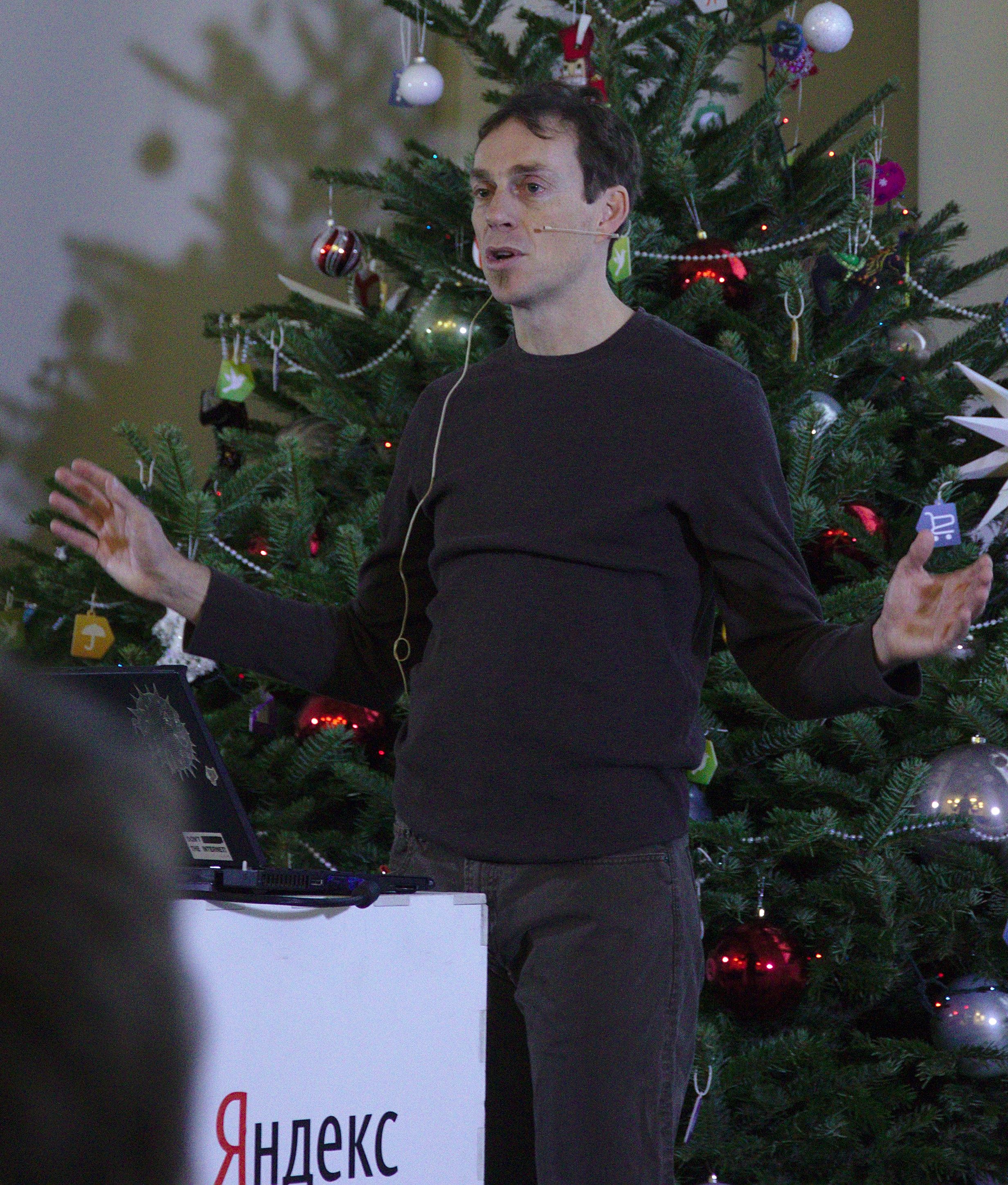
Theo de Raadt 2013 auf der ruBSD Konferenz in Moskau

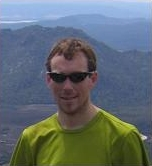
Theo de Raadt 2006

Theo de Raadt (* 19. Mai 1968 in Pretoria, Südafrika) ist ein in der Open-Source-Gemeinde bekannter Programmierer und Kernel-Hacker.
De Raadt lebt in Calgary, Kanada, wo er an der University of Calgary Informatik studierte.
De Raadt war 1993 zusammen mit Chris Demetriou, Alan Glass und Charles Hannum einer der Gründer des NetBSD-Projektes. 1995 trennte er sich aufgrund verschiedener Differenzen vom NetBSD-Core-Team und gründete das OpenBSD-Projekt, das heute gerne von OpenBSD-Benutzern als das „sicherste Betriebssystem der Welt“ bezeichnet wird. Außerdem ist er Leiter des OpenSSH-Projektes.
De Raadt lehnt Vertraulichkeitsvereinbarungen im Software-Entwicklungsprozess ab. Auch bemühte er sich intensiv und zum Teil erfolgreich darum, dass bei Betriebssystemen unter einer freien Lizenz auch die Treiber-Software als Schnittstelle zu physischen Geräten ausschließlich freien Lizenzen unterliegen solle – was bei vielen Linux-Distributionen nicht üblich sei. Da zumeist Unternehmen aus Taiwan seinen Bestrebungen, Treiber-Software einer freien Lizenz zu unterwerfen, eher nachkamen als Vertreter von unter anderem Intel und Broadcom, warb er dafür, WLAN-Geräte aus Taiwan zu bevorzugen.
Auf der FOSDEM 2005 wurde ihm der FSF Award 2004 von Richard Stallman verliehen.